# أندرو لي
أندرو ليه ( الصينية المبسطة ؛ من مواليد 1968)  هو باحث ومستشار وكاتب صيني أمريكي في وسائل الإعلام الجديدة ، فضلاً عن كونه مسؤولاً عن كل من ويكيبيديا والرقابة على الإنترنت في جمهورية الصين الشعبية . في عام 2013 تم تعيينه أستاذًا مشاركًا للصحافة في الجامعة الأمريكية في واشنطن العاصمة 
وهو حاليًا ويكيميديان بشكل عام في مؤسسة سميثسونيان واستراتيجي ويكيميديا في متحف متروبوليتان للفنون في مدينة نيويورك .

## الحياة و الوظيفة

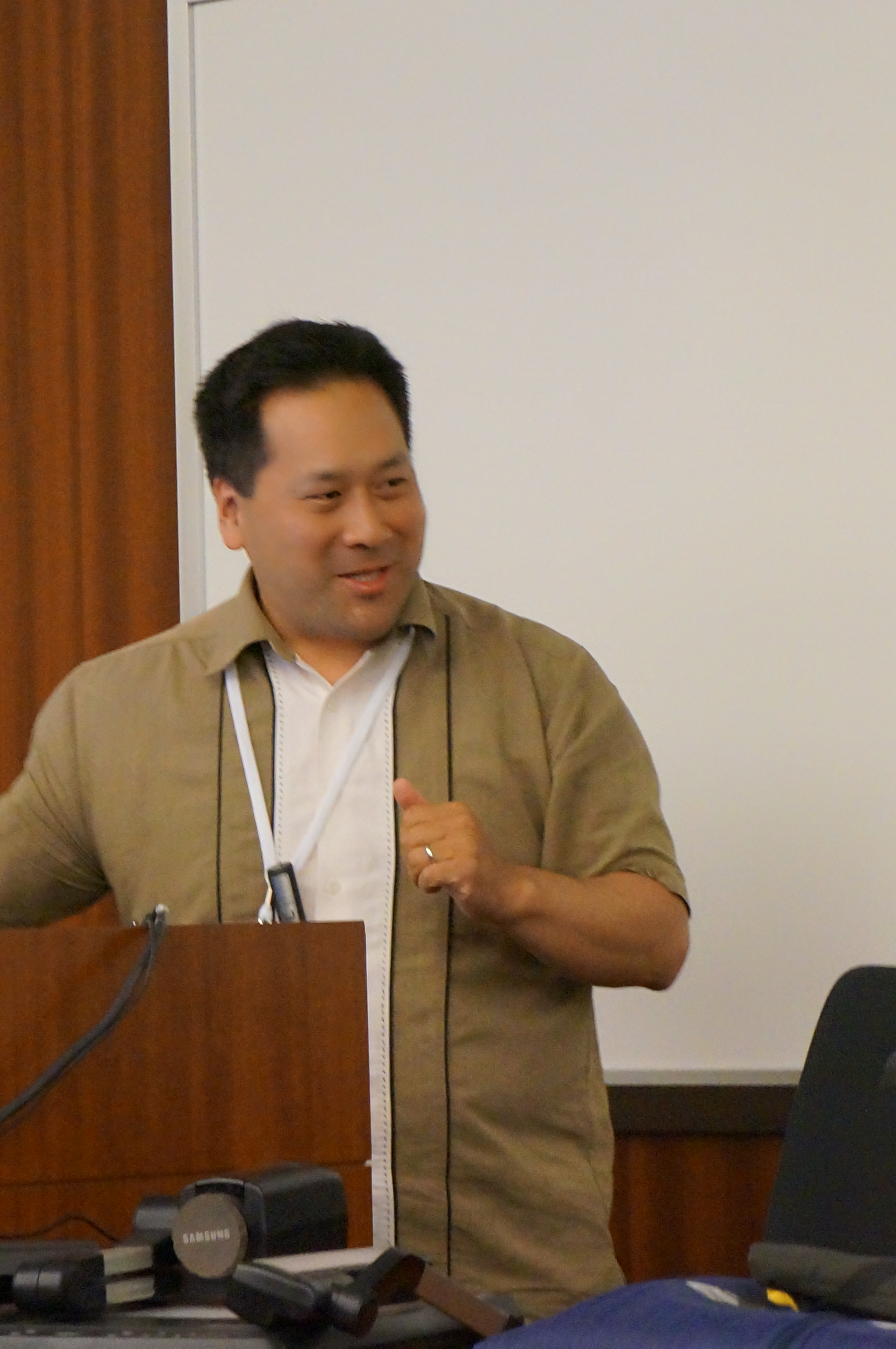
ليه يتحدث في ويكيكونفيرنس الولايات المتحدة الامريكية في 2014.

عمل ليه كمهندس برمجيات في AT&T Bell Labs من 1990 إلى 1993. أسس شركة الوسائط الجديدة ميديا بريج نظم المعلومات، Inc. في عام 1994 - ناشرًا على الإنترنت لموقع ny.com. كما حصل أيضًا على درجة الماجستير في علوم الكمبيوتر من جامعة كولومبيا عام 1994.
من عام 1995 إلى عام 2000 شغل منصب أستاذ مساعد للصحافة في جامعة كولومبيا ، ومدير التكنولوجيا لمركزهم للوسائط الجديدة. في عام 2000 ، أسس مختبر التصميم التفاعلي في كولومبيا ، وهو تعاون مع كلية الفنون بالجامعة لاستكشاف التصميم التفاعلي لكل من الروايات الخيالية وغير الخيالية ، بما في ذلك الإعلانات والأخبار والأفلام الوثائقية والأفلام. بعد ذلك بوقت قصير ، عمل لي كأستاذ مساعد ومدير التكنولوجيا في مركز دراسات الصحافة والإعلام بجامعة هونغ كونغ .
ثم انتقل إلى بكين ، الصين ،  حيث عاش حتى عام 2009. في عام 2013 أصبح أستاذًا مشاركًا في كلية الاتصالات بالجامعة الأمريكية في واشنطن العاصمة 

## نشاط ويكيبيديا
ليه هو مساهم في ويكيبيديا ومسؤول في ويكيبيديا الإنجليزية. في عام 2009 ، نشر كتاب ثورة ويكيبيديا: كيف أنشأ مجموعة من لا أحد موسوعة العالم العظمى. تمت مقابلة لي من قبل موقع Salon.com ،  مدونة نيويورك تايمز Freakonomics ،  و NPR احاديث الامة  كخبير في ويكيبيديا.
صرح ليه أن تحرير ويكيبيديا بالهواتف الذكية أمر صعب ، وبالتالي يثبط عزيمة المساهمين المحتملين الجدد. يقول أيضًا إنه لعدة سنوات متتالية ، انخفض عدد محرري ويكيبيديا وأن هناك خلافًا جادًا بين المساهمين الحاليين حول كيفية حل هذا الأمر. في عام 2015 ، أعرب ليه عن مخاوفه من أن هذه المواقف قد تعرض مستقبل ويكيبيديا على المدى الطويل للخطر.

## منشورات مختارة
- Lih، Andrew (2009). The Wikipedia Revolution. New York: Hyperion. ISBN:978-1-4013-0371-6. OCLC:232977686.

## أنظر أيضا
- قائمة الناس ويكيبيديا

## روابط خارجية
- الموقع الرسمي
- مرات الظهور على سي-سبان